# سولاگنا پانیگراهی
سولاگنا پانیگراهی (به انگلیسی: Sulagna Panigrahi) (زاده ۳ فوریهٔ ۱۹۸۷) بازیگر هندی است.
از کارهای معروف او می‌توان به بازی در فیلم‌های شارمجی نامکین، موسیقی اشاره کرد.